# Роберт Жюмьежский
Роберт Жюмьежский (англ. Robert of Jumièges; умер около 1070) — епископ Лондона с 1042 года, архиепископ Кентерберийский в 1051—1052 годах, представитель нормандского элемента в высшем духовенстве англосаксонской монархии в период правления короля Эдуарда Исповедника.

## Биография
Роберт был аббатом монастыря Жюмьеж в верхней Нормандии, расположенного недалеко от Руана, столицы Нормандского герцогства. Когда в 1042 году на английский престол вступил Эдуард Исповедник, более 25 лет проживший в Нормандии и не имевший в стране своих предков сколь-либо многочисленных сторонников, он начал проводить политику привлечения в Англию северофранцузского дворянства и духовенства, желая создать себе опору в стране и противовес могущественной англо-датской военно-служилой знати. Кроме того, король Эдуард, будучи глубоко религиозным человеком, вероятно, пытался вдохнуть в английскую церковь очистительный дух клюнийского движения, к этому времени широко распространившегося в континентальной Европе. Одним из главных соратников короля в осуществлении этих задач стал Роберт Жюмьежский, прибывший вместе с Эдуардом в Англию в 1042 году. Уже спустя два года Роберт был избран на пост епископа Лондона, одного из важнейших диоцезов английского государства.
Очевидно, что Роберт был очень близким соратником короля, поскольку уже в 1051 году он стал архиепископом Кентерберийским, примасом церкви Англии. В этом качестве Роберт был одним из лидеров партии англо-нормандской знати, оппозиционной правлению эрла Годвина, фактически узурпировавшего значительную часть королевских прерогатив. В 1051 году Эдуарду удалось добиться изгнания Годвина, что привело к резкому усилению нормандцев при дворе короля. В это же время, вероятно, архиепископ Роберт предпринял, по приказу короля, поездку в Нормандию, связанную с признанием наследником английского престола герцога Вильгельма. Однако уже в 1052 году в Англию с большим флотом вернулся Годвин, который вынудил короля пойти на примирение с ним. По требованию Годвина Эдуард изгнал из страны своих нормандских советников. Роберт Жюмьежский также был смещён с поста архиепископа, объявлен вне закона и изгнан из страны. Новым архиепископом Кентерберийским стал Стиганд, сторонник Годвина и англо-датской аристократии.
Вернувшись в Нормандию, Роберт обратился за поддержкой к папе римскому. Стиганд был назначен без согласия папы и не был рукоположён в архиепископы согласно церковным канонам. Несмотря на то, что папа Лев IX и его преемники неоднократно отлучали Стиганда и требовали возвращения Роберта на пост архиепископа, этого добиться от англосаксонских королей не удалось. Роберт скончался в монастыре Жюмьеж около 1070 года.
Смещение Роберта и его замена Стигандом на посту архиепископа Кентерберийского без санкции папы римского стала одной из причин поддержки, оказанной папством нормандскому завоеванию Англии в 1066 году.